# Samir Barać
Samir Barać, född 2 november 1973 i Rijeka, är en kroatisk vattenpolospelare. Han ingick i Kroatiens landslag vid olympiska sommarspelen 2000, 2004, 2008 och 2012.
Barać gjorde sju mål i OS-turneringen i Sydney där Kroatien slutade på en sjundeplats och ett mål i Aten där Kroatien var tia. I Peking gjorde han tio mål och laget nådde en sjätteplats. I London tog sedan Barać OS-guld i herrarnas vattenpoloturnering. Hans målsaldo i London var fyra mål.
Barać tog VM-guld i samband med världsmästerskapen i simsport 2007 i Melbourne. VM-brons blev det 2009 i Rom och 2011 i Shanghai. EM-guld tog Barać 2010 på hemmaplan i Zagreb.